# نوبوتاکه موتویاما
نوبوتاکه موتویاما (ژاپنی: 持山 宜丈؛ زادهٔ ۵ آوریل ۱۹۷۳) یک بازیکن فوتبال اهل ژاپن است.
از باشگاه‌هایی که در آن بازی کرده‌است می‌توان به باشگاه فوتبال اوراوا رد دیاموندز اشاره کرد.